# 图尔卡纳湖

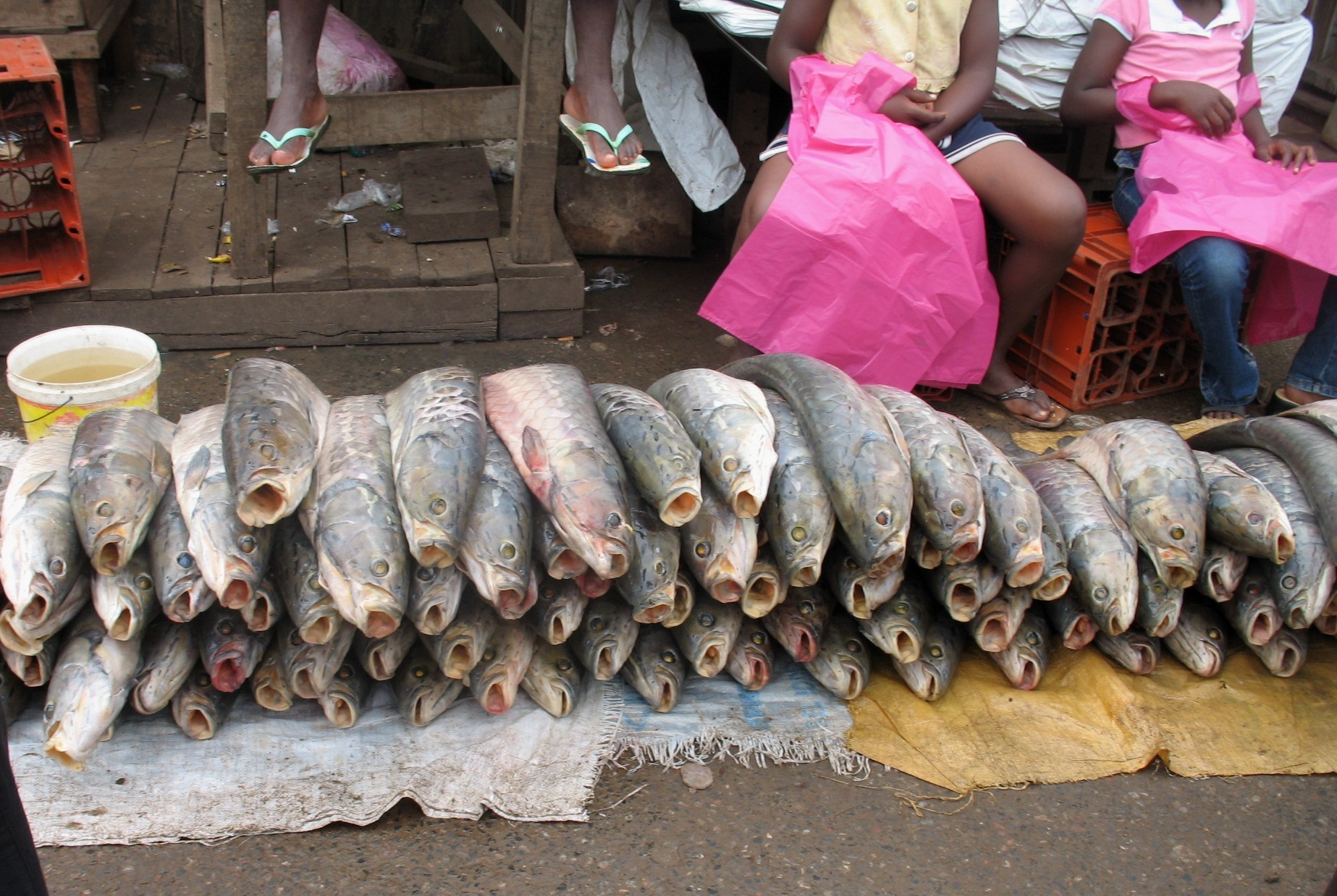
尼羅異耳骨舌魚是图尔卡纳湖常見的漁獲

图尔卡纳湖（英語：Lake Turkana），旧名鲁道夫湖，1975年改为现名，是东非大裂谷区域中的一个断层内流湖，昵称“碧玉海”（Jade Sea），绝大部分位于肯尼亚北部境内，仅最北端位于埃塞俄比亚境内。它是世界上最大的永久性沙漠湖泊和世界上最大的碱湖。按体积计算是世界第四大盐湖，排名在里海，伊塞克湖和凡湖（超过已嚴重萎缩的南咸海）之后，和排在所有的湖泊之中的第24位。水是可饮用水，但不是适口的水。它支持丰富的湖泊野生动物。气候炎热和非常干燥。
该湖面积6405平方公里，平均水深30.2米，最深处109米。该湖属于鹹水湖，由於無湖水流出口，導致鹽度持續增加，其湖水不能用于灌溉。
周围地区的岩石主要是火山岩。中央岛是一座活火山，冒出蒸汽。岩石露头和岩岸是在东部和湖泊的岸边南部被发现的，而沙丘，沙嘴和平地都在西部和北部，在较低的海拔。
在岸上的和离岸的风可以是非常强烈的，因为湖水变暖的和变凉的速度比陆地上的慢。突然的和猛烈的风暴频繁。三条河流（奧莫河，特克韋爾河和凱里奧河）流入湖中，但是缺乏流出，其唯一的水损失是蒸发。湖泊容量和大小是变化的。例如，在1975年和1993年之间它的水面下降了10米。
由于高温，干旱和地理交通不便的原因，湖水保留其原始特色。极大量尼罗鳄可在平地上被找到。在岩石湖岸则是蝎子和鋸鱗蝰毒蛇的家。
图尔卡纳湖国家公园现已被联合国教科文组织列为世界遗产。希比罗依国家公园坐落在湖的东岸，而中央岛国家公园和南岛国家公园位于在湖中。这两个国家公园都以鳄鱼而闻名。
在图尔卡纳湖地区有丰富的人科化石的被发现。

## 名称

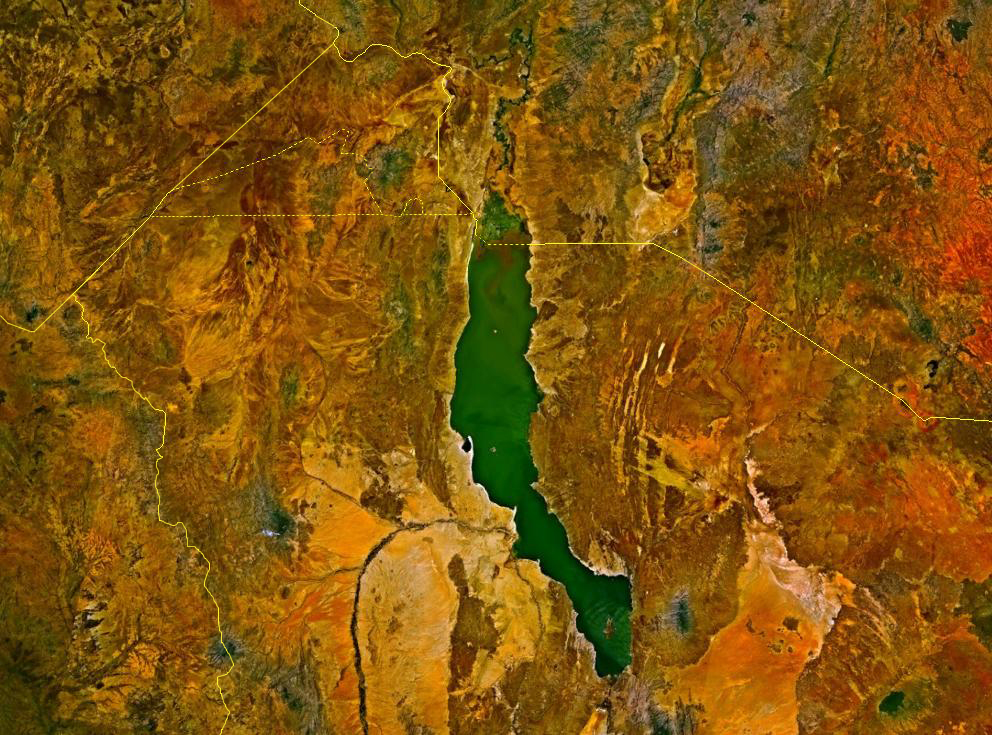
图尔卡纳湖的卫星图像，可分辨如碧玉的颜色。奥莫河进入顶部。在左下角可见是特克韋爾河，已被截流建造水电站。

这个湖泊曾被命名为鲁道夫湖（以奥地利王储魯道夫的名字），塞缪尔·德泰莱基伯爵和他的第二副指挥中尉路德维希·冯·宏内尔，一个匈牙利人和一个奥地利人，于1888年3月6日。他们是第一批记录了访问跨湖东非徒步旅行之后的欧洲人。
该湖在英属东非殖民地时期保持其欧洲名称。肯尼亚独立后，总统乔莫·肯雅塔于1975年，以那里主要的部落的名称“图尔卡纳”更名为图尔卡纳湖。
在一些未知的时候，该湖被从远处看到了它的绿松石颜色，昵称名称为“碧玉海”（Jade Sea）。颜色来自于在平静的天气上升到湖水表面的藻类。

## 地质
图尔卡纳湖是东非大裂谷的特色。裂谷是在由于两个板块的分离而形成的地壳薄弱的地方，常伴有地堑，或地槽，在其中可以收集湖水。裂谷开始于东非，通过地幔流动的推动，从开始非洲其他地区分离，移动到东北。目前，地堑在湖的北部有320公里宽，而在南部有170公里宽。这个裂谷被称为大裂谷或东裂谷，是两个裂谷之一。另外还有一个裂谷在西部，被称为西裂谷。

## 人类学
一些最早的人类祖先的人科化石已在图尔卡纳盆地被发现。距今约400万年前的湖畔南方古猿化石被米芙·李奇于1994年发现。两百万年历史的盧多爾夫人化石被发现于1972年。三百万年前，该湖周边是早期人类的主要聚居地之一，1984年著名的图尔卡纳男孩化石便发现于该湖岸边。

## 风力发电
图尔卡纳湖风力发电协会（LTWP）计划通过利用湖泊周围独特的风力条件，为肯尼亚国家电网提供电力300MW。该计划要求360座风力发电机组，每座有850KW的额定发电容量。截至2010年3月，该项目已找到融资，并且肯尼亚政府将负责对输电线路的建设。如果建成后，该项目将成为非洲最大的风力发电项目。

## 参阅
- 奥杜威峡谷
- 東非大裂谷湖泊